# Brachistus affinis
Brachistus affinis ist eine Pflanzenart aus der Gattung Brachistus in der Familie der Nachtschattengewächse (Solanaceae).

## Beschreibung
Brachistus affinis ist ein 2 bis 6 m hoher Strauch, der überall mit drüsigen, vielzelligen Trichomen filzig behaart ist. Die Laubblätter stehen paarig, sie gleichen sich in der Form, unterscheiden sich jedoch in der Größe. Beide Blattseiten sind filzig behaart, an den Blattadern ist die Behaarung nochmals dichter. Die größeren Blätter sind breit eiförmig, 17 bis 20 cm lang und 9,5 bis 11,5 cm breit. Die Spitze ist zugespitzt, die Basis ist herzförmig. Sie stehen an 2 bis 7 cm langen Blattstielen, die filzig behaart sind.
Die Blütenstände bestehen aus sieben bis zehn in Büscheln stehenden Blüten, die an 1,2 bis 2 cm langen, filzig behaarten Blütenstielen stehen. Der filzig behaarte, schwach gelappte Kelch ist etwa 3 mm lang, vergrößert sich bis zur Fruchtreife jedoch deutlich. Die gelbe Krone ist eng glockenförmig und 8 bis 12 mm lang. Der Rand der Kronröhre ist filzig behaart, der Kronsaum ist bis fast zur Basis gelappt. Die Staubfäden sind etwas oberhalb der Mitte der Kronröhre angesetzt, ihre Basis ist filzig behaart, ihre Länge beträgt in etwa 0,5 mm. Die zugespitzten Staubbeutel sind etwa 2 mm lang.
Die Frucht ist eine rote Beere mit etwa 5 mm Durchmesser, die eng am vergrößerten Kelch anliegt.

## Vorkommen
Die Art ist nur von wenigen Aufsammlungen bekannt, wahrscheinlich ist sie endemisch in Belize.

## Botanische Geschichte
Die Art wurde 1940 von Conrad Vernon Morton als Athenaea affinis aufgrund einer 1936 von C. L. Lundell gesammelten Pflanze erstbeschrieben. In derselben Veröffentlichung beschrieb Morton eine Art Capsicum lundellii auf Grundlage einer Pflanze aus der gleichen Sammlung. 1969 wurde Athenaea affinis von Armando Hunziker in eine neue Sektion Brachistus der Gattung Witheringia verschoben, die Art bekam somit den Namen Witheringia affinis. In der 1974 veröffentlichten Abhandlung über die Nachtschattengewächse in der „Flora of Guatemala“ wurden die beiden Arten Witheringia affinis und Capsicum lundellii zu einer Art unter dem Namen Witheringia affinis zusammengefasst. Die drei Arten der von Hunziker erstellten Sektion der Witheringia erhielten 1981 wieder den Status einer Gattung, sodass der Art erstmals die heute gültige Namenskombination Brachistus affinis zugewiesen wurde.